# Mikšův dům
Dům kožešníka Mikše (před tím kramáře Kříže) stojí na Staroměstském náměstí v Praze, má č.p. 1 a č. o. 3. Je jedním z domů, které dnes tvoří Staroměstskou radnici v Praze. V dodnes stojící jižní radniční frontě je to třetí dům počítáno od východu k západu. Je novorenesančně přestavěn a v přízemí a prvním patře jej tři opěrné pilíře dělí na dvě nestejně velké části, druhé patro je již souměrné, se dvěma velkými trojdílnými okny.

## Historie
Původně zde stával románský dvorec, který byl při gotické parcelaci rozdělen. Na vzniklých dvou parcelách vnikl jednak tento dům, jednak vlevo stojící sousední dům U Kohouta. Oba tak mají románské sklepy ze 12. století a přízemí ze století 13. Dům dnes zvaný Mikšův měl tehdy jen jeho dnešní levou část (kde jsou mezi dvěma opěrnými pilíři dva užší arkádové oblouky). V pravé části (kde je dnes jeden širší oblouk) byla v přízemí ulička vedoucí ke kostelu sv. Mikuláše, ve které byly chlebné kotce (krámky).
Křížová klenba na kružbové konzoly, kterou najdeme hned za dnes prosklenými arkádami fasády, je z 1. poloviny 14. století. Patro bylo ve 2. polovině 14. století dostavbou rozšířeno směrem k tehdejší radniční budově (k tzv. západnímu domu nad městištěm Volflinova domu) a v přízemí vznikla křížová žebrová klenba. V 1. patře je dnes v tomto místě novější renesanční klenba bez žeber. V roce 1387 dal tehdejší majitel kramář Kříž svolení k tomu, aby radnice zvýšila zeď jeho domu na té straně, která sousedí s radnicí. Šlo o protipožární opatření.
1458 radnice získala vyhořelý dům kožešníka Mikše z dědictví po jeho vdově. Dům byl spolu s dalšími budovami pozdně goticky přestavěn někdy do r. 1471.
V letech 1879–1880 byl dům zčásti přestavěn v novorenesančním slohu podle návrhu architekta Antonína Bauma. Tak byl v radnici vytvořen největší sál městského zastupitelstva, osvětlený dvěma trojdílnými okny, který zaujímá výšku dvou pater. Pro tento reprezentační prostor namaloval Václav Brožík své dvě největší olejomalby: Mistr Jan Hus před koncilem kostnickým a Volba Jiřího z Poděbrad českým králem (1893).
Zařízení sálu upravil v roce 1911 architekt Josef Chochol.
Vznikla také nová pracovna primátor podle návrhu architekta Jana Kotěry.

## Popis

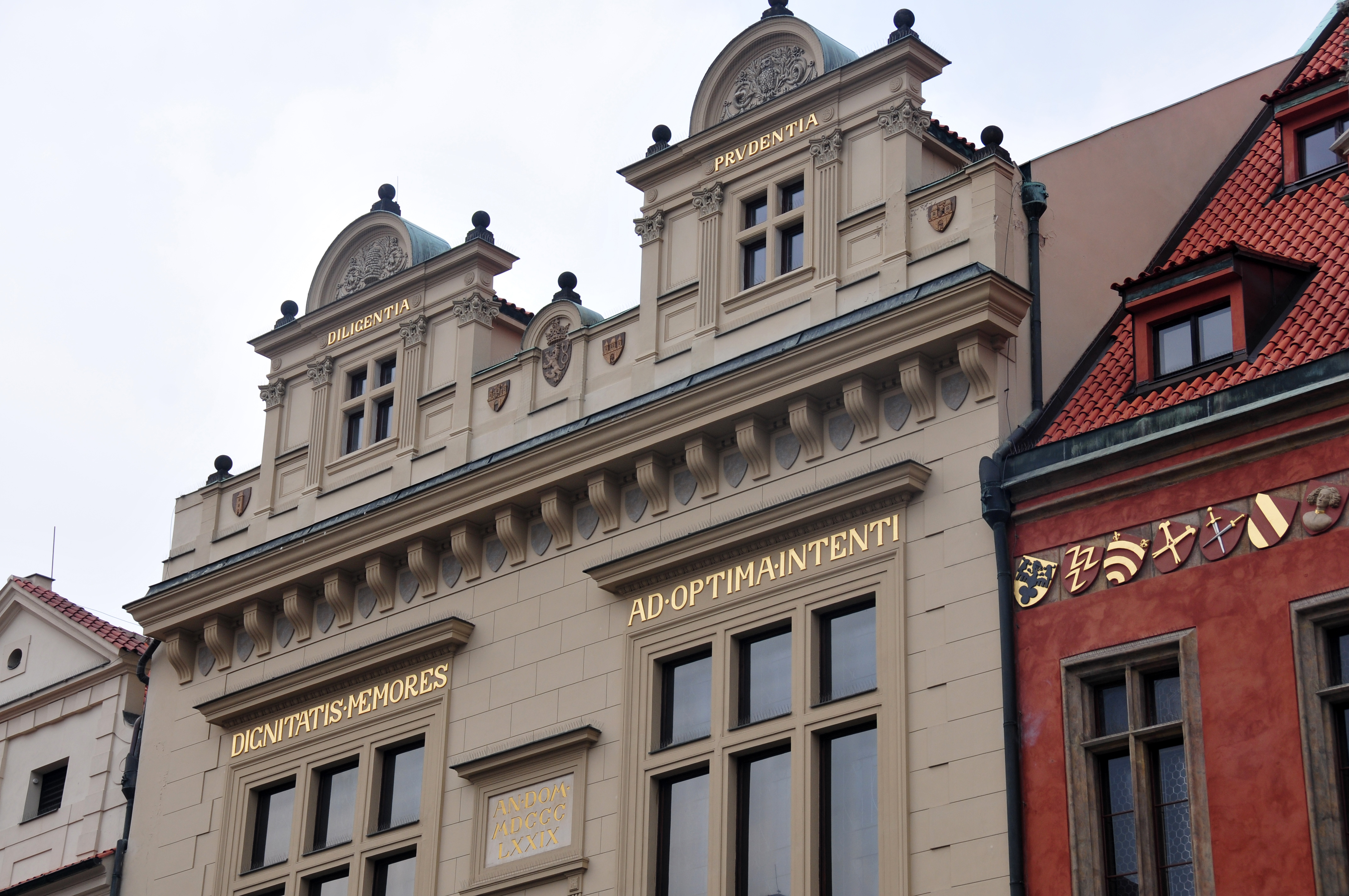
Druhé patro a atika domu kožešníka Mikše, Staroměstské náměstí, Praha

Pod nadokenní římsou sálu městského zastupitelstva je heslo DIGNITAS MEMORES – AD OPTIMA INTENTI.
Mezi okny je na mramorové desce letopočet přestavby AN.DOM/MDCCC/LXXIX.
Nad korunní římskou je atika ve formě plné zídky se dvěma novorenesančními štíty se slepými okny. Štíty jsou zakončeny půlkruhovými frontony v jejichž tympanonech je ve štuku provedena sova a úl (prozíravost a píle). Pod frontnony jsou nápisy DILIGENTIA a PRUDENTIA. Do atikové zídky je zasazen český lev pod královskou korunou mezi znaky čtyř pražských měst.

## Galerie

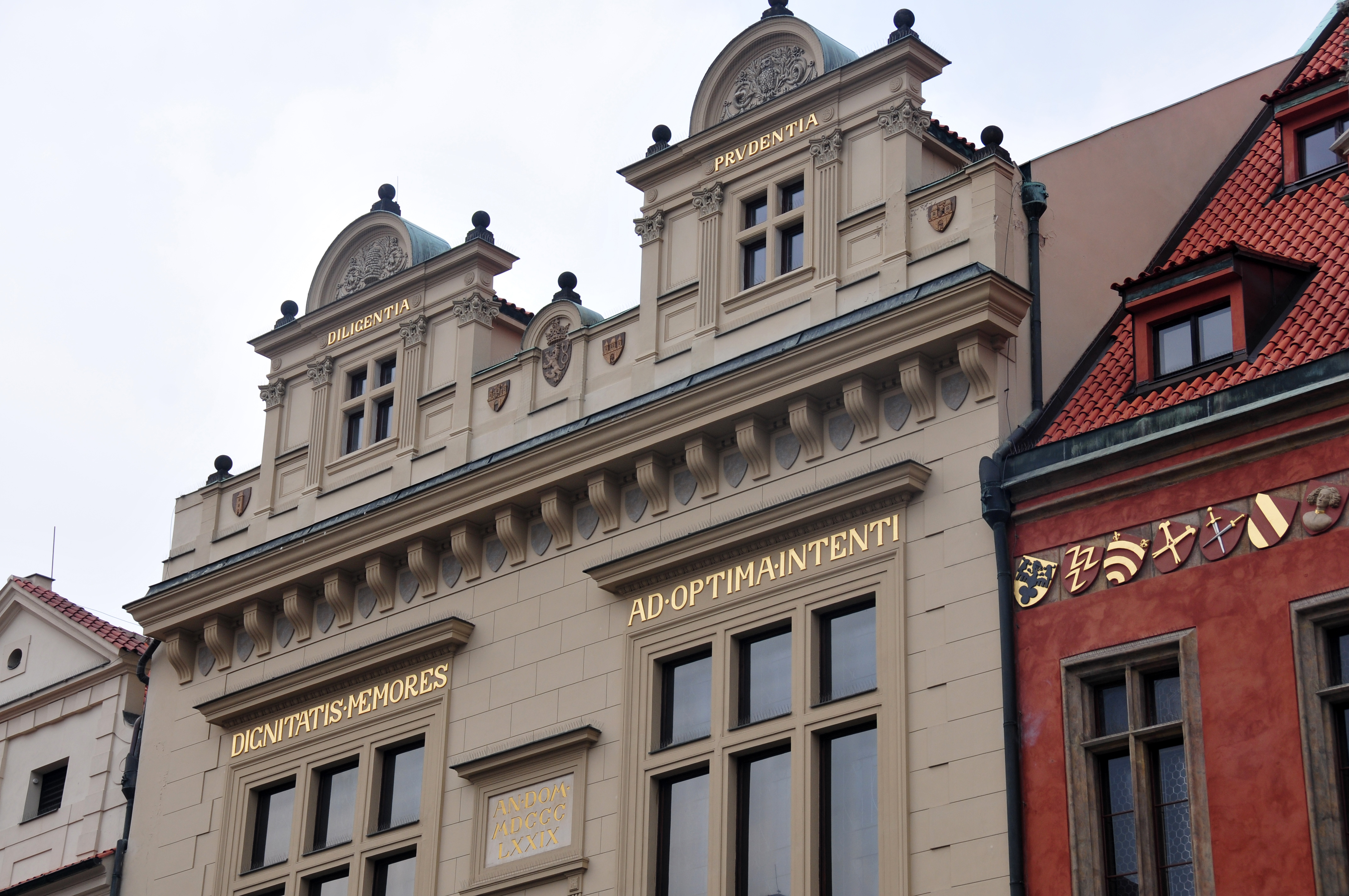
Štít
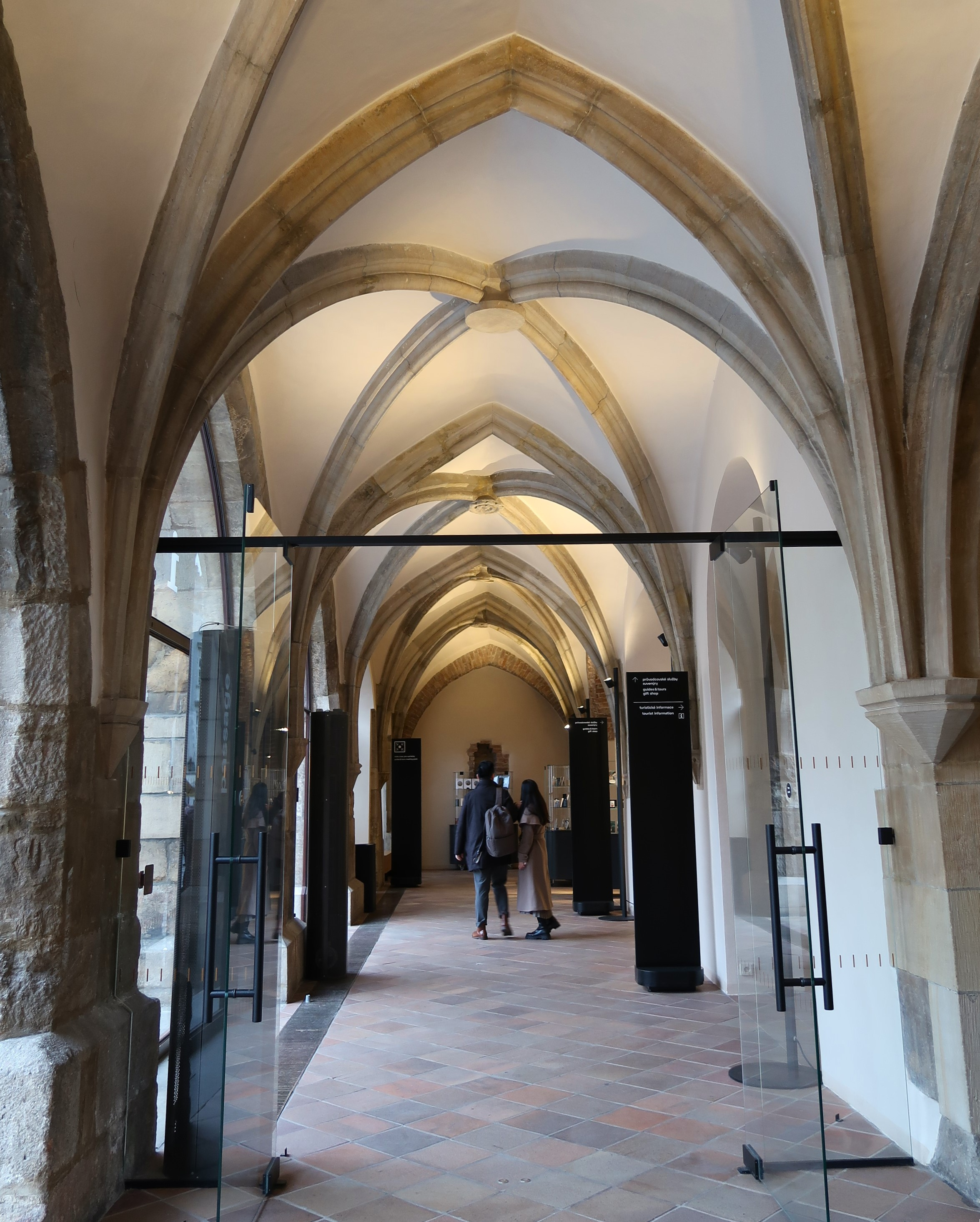
Gotická síň v přízemí
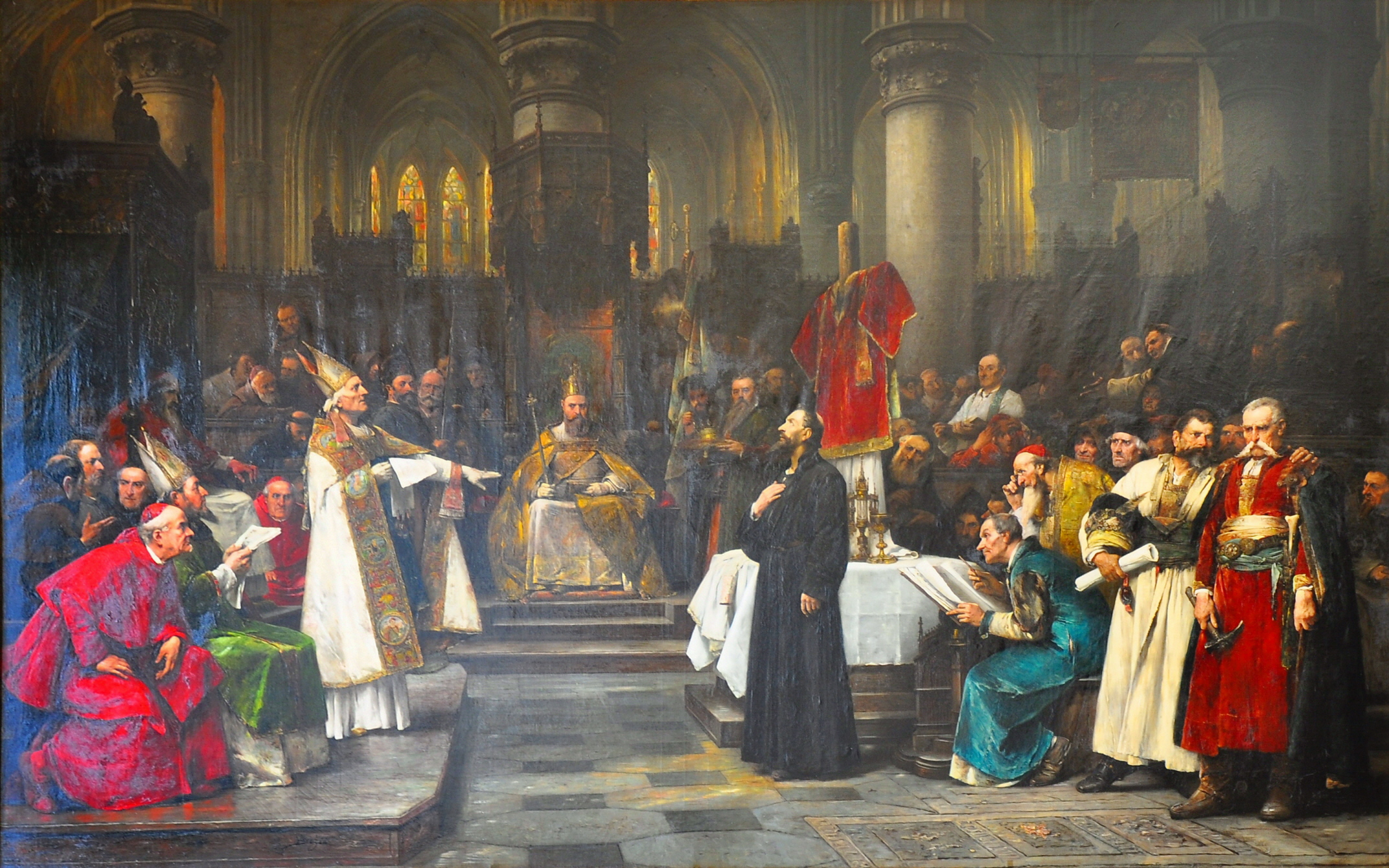
Václav Brožík: Mistr Jan Hus před koncilem kostnickým
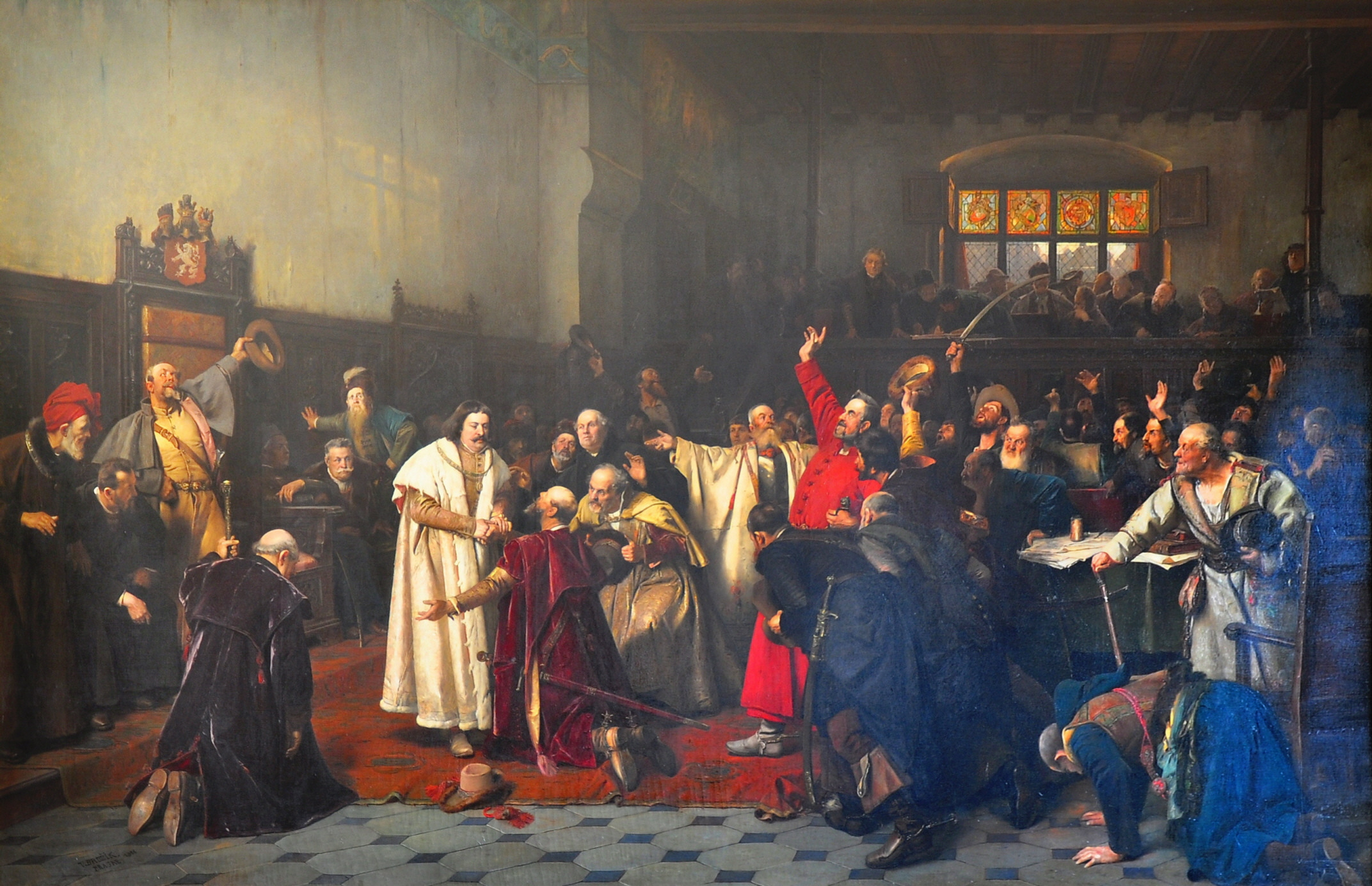
Václav Brožík: Volba Jiřího z Poděbrad českým králem